# Saint-Hérent
Saint-Hérent település Franciaországban, Puy-de-Dôme megyében. Lakosainak száma 111 fő (2022. január 1.). Saint-Hérent Boudes, La Chapelle-Marcousse, Dauzat-sur-Vodable, Madriat, Mareugheol, Rentières, Ternant-les-Eaux és Villeneuve községekkel határos.

## Népesség
A település népessége az elmúlt években az alábbi módon változott:
| Lakosok száma | 99   | 107  | 112  | 114  | 115  | 116  | 114  | 113  | 111  |
|               | 2013 | 2015 | 2016 | 2017 | 2018 | 2019 | 2020 | 2021 | 2022 |